# 山賀敦之
山賀 敦之（やまが あつし、1974年10月30日 - ）は、日本の元ラグビーユニオン選手。ジャパンラグビーリーグワン狭山セコムラガッツのチームスタッフを務めている。

## プロフィール
- 埼玉県出身[1]。
- ポジションはプロップ(PR)。
- 愛称はあつしさん。
- 身長 172cm、体重 104kg
- 関東代表・日本A代表に選ばれたことがある[2]。
- ラグビー専門誌の選手名鑑の「変顔」で話題を呼んだ[3]。

## 略歴
高校からラグビーを始めた。
1993年、朝霞西高校卒業後、帝京大学に入る。
1997年、帝京大学卒業後、セコムに入る。
2012年、結婚。
2015年、現役を引退してセコムラガッツの総監督に就任。